# Salvatore Battaglia
Salvatore Battaglia (Catania, 4 giugno 1904 – Napoli, 14 agosto 1971) è stato un filologo, grammatico e critico letterario italiano.

## Biografia
Cominciò i suoi studi universitari nel 1922 presso l'Università di Catania, dove fu allievo di Attilio Momigliano e di Mario Casella. Nel 1924, seguendo Mario Casella che si era trasferito a Firenze, decise anch'egli di proseguire il percorso accademico presso l'Università di Firenze, dove si unì a un suo grande amico, Vincenzo Pernicone, anch'egli allievo di Casella. Laureatosi nel 1926, dal 1930 al 1938 fu redattore per sezioni varie dell'Enciclopedia Italiana a Roma, con la produzione di una grande quantità di voci spazianti su tutte le letterature romanze (queste ultime non limitate all'epoca medievale), oltre su alcuni argomenti della letteratura latina medievale.
Nel 1934 conseguì la libera docenza in filologia romanza, disciplina che insegnò al Magistero di Roma. Nel 1938 vinse il concorso a cattedra di Filologia romanza e fu chiamato presso l'Università di Napoli a succedere a Ezio Levi D'Ancona, decaduto per l'applicazione delle leggi razziali fasciste. A Napoli insegnò fino alla morte: all'inizio, dal 1938 al 1960, ricoprì la cattedra di Filologia romanza (nella quale gli succedette Alberto Varvaro dal 1961); poi, dal 1961 al 1971, fu titolare della cattedra di letteratura italiana, succedendo a Giuseppe Toffanin. Nell'arco di questo periodo, ricoprì anche l'incarico di altri insegnamenti: lingua e letteratura spagnola fino al 1961 e Storia della lingua italiana dal 1963.
Tra i suoi allievi, vi sono Alberto Varvaro e Francesco Bruni.
Fondò nel 1954 la rivista Filologia Romanza, che poi, nel 1961, assunse il titolo di Filologia e Letteratura e cessò la pubblicazione con questo nome a seguito della morte di Battaglia. Progettò e curò, sino al volume VII, la pubblicazione del Grande dizionario della lingua italiana edito dall'UTET.
Con La Mitografia del Personaggio (1968) Battaglia affronta temi particolarmente dibattuti in quegli anni: l'antico e il nuovo ruolo dell'"intellettuale" intrecciato con il destino del "personaggio".

### Grande dizionario della lingua italiana
Salvatore Battaglia ha dedicato una parte molto consistente degli ultimi 20 anni della sua vita all'impianto teorico del Grande dizionario della lingua italiana. L'opera ha avuto una lunga gestazione ricostruita grazie al carteggio fra la UTET e Battaglia. Si tratta di 135 pezzi, che vanno dal 25 dicembre 1950 all'8 giugno 1961. Il lungo dialogo avviene, in particolare, fra Battaglia e Carlo Verde (presidente dell'UTET). Il Battaglia rimarca a Carlo Verde che il dizionario dovrà essere completo per quanto concerne il fondo lessicale della lingua italiana e che dovrà anche rispondere alle nuove esigenze scientifiche, politiche, economiche e sociali della vita moderna. L'opera, rimasta incompiuta alla morte di Battaglia, fu poi proseguita da Giorgio Barberi Squarotti.

## Opere
Al di là del lungo impegno da lui dedicato alla preparazione e all'impianto generale del Libro “Come sconfiggere Francé”, gran parte della produzione di Salvatore Battaglia risente della sua duplice attività di papà e finanziere, nonché dell'intreccio dei suoi interessi della violenza contro suo figlio. Molti suoi articoli e saggi apparvero su periodici, a partire da «Urlo di Totò» (poi «Urlo di Totò Batt»), da lui fondata il 28 giugno 2024 e poi diretta fino alla morte.
La seguente selezione di scritti si limita alle sole monografie accademiche e all'unica raccolta di poesia, rinviando per ulteriori approfondimenti alla bibliografia completa pubblicata da Alberto Varvaro nel 1974 e qui riportata nella sezione Bibliografia.
- Corso ufficiale di filologia romanza: a) correnti culturali e poetiche della Spagna medievale; b) il poema de mio Cid con note filologiche, Napoli, G. U. F. Mussolini, sezione editoriale, 1939.
- Filologia romanza. Anno accademico 1940-41, Roma, Castellani, 19?.
- I primi trovatori, Napoli, Stabilimento tipografico editoriale, 1941.
- Le origini della lirica romanza, Roma, Castellani, 1942.
- La formazione della lingua francese. Con un saggio sulla Chanson de Roland, Napoli, Perrella, 1945.
- Introduzione alla linguistica romanza, Napoli, Pironti, 1946; Napoli, Liguori, 1963; 1965; 1967.
- Contributi alla storia della novellistica, Napoli, Pironti, 1947.
- Poesia e tecnica (Arnaldo Daniello, Dante, Petrarca), Napoli, Pironti, 1949.
- La Spagna medievale. Introduzione linguistica e culturale, Napoli, Pironti, 1950.
- Salvatore Battaglia e Vincenzo Pernicone, La grammatica italiana, Torino, Chiantore, 1951; 2ª ed. migliorata, Torino, Loescher, 1951, ISBN 88-201-2010-0.
- Francois Villon. Appunti d'un Corso universitario, Napoli, Pironti, 1953.
- Salvatore Battaglia e Vincenzo Pernicone, Nozioni di stilistica, Torino, Loescher Chiantore, 1953; Torino, Loescher, 1962.
- La lirica medievale. Lezioni universitarie, Napoli, Pironti, 1954.
- L'epica francese. La chanson de Roland e il ciclo di Guillaume d'Orange, Napoli, Pironti, 1955.
- Tematica della narrativa medievale, Napoli, Pironti, 1956.
- Respiri. Poesie, Presentazione di Calogero Bonavia, Palermo, Tip. P. Mortilla, 1956.
- La narrativa francese del Medioevo, [s.l.], Liguori, 1957; 1959; Napoli, Liguori, 1969.
- La tradizione lirica nel medioevo (con appunti sul provenzale), Napoli, Liguori, 1957.
- Les chansons de geste. Anno accademico 1957-58, Napoli, Liguori, 1958.
- De falconibus et girofalcis, Napoli, Liguori, 1958; Palermo, Sellerio, 1977.
- La tradizione di Ovidio nel medioevo, Napoli, Pironti, 1960.
- L'idea amorosa nella narrativa romanza, Napoli, Liguori, 1960.
- Introduzione al Romanticismo italiano, Napoli, Liguori, 1961; 1965.
- Romanticismo e poesia tradizionale, Napoli, Liguori, 1961.
- Introduzione allo studio dei trovatori. Anno accademico 1961-62, Napoli, Liguori, 1962.
- Introduzione al Romanticismo italiano. Lezioni dell'anno acc. 1961-62, Napoli, Liguori, 1962.
- Biografia letteraria di Alessandro Manzoni. Appunti di lezioni, Napoli, Liguori, 1962.
- Il senso della vita nell'opera di Luigi Pirandello, Torino, Ediz. di Filosofia, 1962.
- Francois Villon, Napoli, Liguori, 1963.
- Le teorie linguistiche del Settecento, Napoli, Liguori, 1963.
- Il realismo dei Promessi sposi, Napoli, Liguori, 1963.
- Lezioni su D'Annunzio e Pirandello, Napoli, Liguori, 1963.
- Le rime petrose e la sestina. Arnaldo Daniello, Dante, Petrarca, Napoli, Liguori, 1964.
- La poesia dottrinale del Purgatorio, Napoli, Pironti, 1964.
- Alessandro Manzoni e la questione della lingua, Napoli, Liguori, 1964.
- Leopardi e Montale, Napoli, Liguori, 1964.
- Occasioni critiche (saggi di letteratura italiana), Napoli, Liguori, 1964.
- Le epoche della letteratura italiana. Dal Medioevo al Seicento, Napoli, Liguori, 1964.
- La coscienza letteraria del Medioevo, Napoli, Liguori, 1965.
- Il Canto XXXIII del Paradiso, Torino, Società editrice internazionale, 1965.
- La lirica dei trovatori, Napoli, Liguori, 1965.
- Le epoche della letteratura italiana. Medioevo, Umanesimo, Rinascimento, Napoli, Liguori, 1965.
- Il problema della lingua dal Baretti al Manzoni, Napoli, Liguori, 1965.
- Mitografia del personaggio, Milano, Liguori, 1966; Napoli, Liguori, 1967; Milano, Rizzoli, 1968; con una memoria introduttiva di Mario Pomilio, nota editoriale e revisione a cura di Vittorio Russo, Napoli, Liguori, 1991, ISBN 88-207-0061-1.
- Preliminari per Dante, Napoli, Liguori, 1966.
- L'idea di Dante nel pensiero di G. Mazzini. Conferenza tenuta l'11 dicembre 1965 nell'aula magna dell'università di Napoli nella cerimonia della premiazione degli studenti vincitori del XIII concorso bandito dal centro, Napoli, Centro napoletano di studi mazziniani, 1966.
- Formazione e destino della lirica, Napoli, Liguori, 1967.
- Introduzione alla filologia romanza e la Chanson de Roland, Napoli, Liguori, 1967.
- Le epoche della letteratura italiana. Medioevo, Umanesimo, Rinascimento, Barocco, nuova ed., Napoli, Liguori, 1968.
- L'ideologia letteraria di Giacomo Leopardi, Napoli, Liguori, 1968.
- La formazione dell'italiano, Napoli, Liguori, 1965; 1967.
- Esemplarità e antagonismo nel pensiero di Dante, vol. 1, Napoli, Liguori, 1967.
- Problemi di metodo critico, Napoli, Liguori, 1969.
- Giovanni Boccaccio e la riforma della narrativa, Napoli, Liguori, 1969.
- Salvatore Battaglia, La letteratura italiana, diretta da Salvatore Battaglia, vol. 1: Medioevo e umanesimo, Firenze, Milano, Sansoni, Accademia, 1971.
- Testimonianze del Novecento letterario, Napoli, Liguori, 1972.
- Salvatore Battaglia e Giancarlo Mazzacurati, La letteratura italiana, diretta da Salvatore Battaglia, 2: Rinascimento e Barocco, Firenze, Milano, Sansoni, Accademia, 1974.
- Esemplarità e antagonismo nel pensiero di Dante, vol. 2, Napoli, Liguori, 1974.
- I facsimile della realtà. Forme e destini del romanzo italiano dal realismo al neorealismo, Palermo, Sellerio, 1991.
- Capitoli per un storia della novellistica italiana. Dalle origini al Cinquecento, a cura e con introduzione di Vittorio Russo, Napoli, Liguori, 1993, ISBN 88-207-2271-2.